# Sempervivum heuffelii
Sempervivum heuffelii là một loài thực vật có hoa trong họ Crassulaceae. Loài này được Schott miêu tả khoa học đầu tiên năm 1852.